# Ambodimanga (Ambanja)
Pour les articles homonymes, voir Ambodimanga.
Ambodimanga est une commune (Kaominina), du nord de Madagascar, dans la province de Diego-Suarez. Il appartient au district d'Ambanja, qui fait partie de la région de Diana. Selon le recensement de 2001, la population d'Ambodimanga était de 5 729 habitants.
Seule l'école primaire est disponible en ville. La majorité, soit 99,5% de la population, sont des agriculteurs. La culture la plus importante est le café, tandis que les autres produits importants sont le cacao, les haricots et le riz. Les services fournissent un emploi à 0,5% de la population.

## Géographie
Ambodimanga est située au bord de la rivière Ramena à son débouché dans la rivière Sambirano. La vallée du Sambirano est la principale zone productrice de cacao de Madagascar. 60%, soit 7 500 à 10 000 tonnes par an, proviennent de cette zone. Il existe une piste non pavée d'Ambanja à Marovato, en passant par Benavony, Ambodimanga Ramena, Bemaneviky Ouest, Maevatanana qui est difficilement praticable.

## Administration
Ambodimanga est une commune du district d'Ambanja, située dans la région de Diana, dans la province de Diego-Suarez.

## Économie
La population est majoritairement rurale. On trouve sur le territoire communal des exploitations d'orange et de café, ainsi que de cacao et de vanille.

## Démographie
La population est estimée à 5 729 habitants, en 2001.